# Liste der Monuments historiques in Briec
Die Liste der Monuments historiques in Briec führt die Monuments historiques in der französischen Gemeinde Briec auf.

## Liste der Bauwerke
| Bezeichnung          | Beschreibung | Standort | Kennzeichnung | Schutzstatus | Datum | Bild           |
| -------------------- | ------------ | -------- | ------------- | ------------ | ----- | -------------- |
| Kapelle Ste-Cécile   |              | (Lage)   | PA00089848    | Inscrit      | 1935  | weitere Bilder |
| Kapelle St-Sébastien |              | (Lage)   | PA00089849    | Inscrit      | 1976  | weitere Bilder |
| Kapelle St-Vennec    |              | (Lage)   | PA00089850    | Classé       | 1955  | weitere Bilder |
| Château de Trohanet  | Schloss      | (Lage)   | PA29000043    | Inscrit      | 2001  | weitere Bilder |

## Liste der Objekte

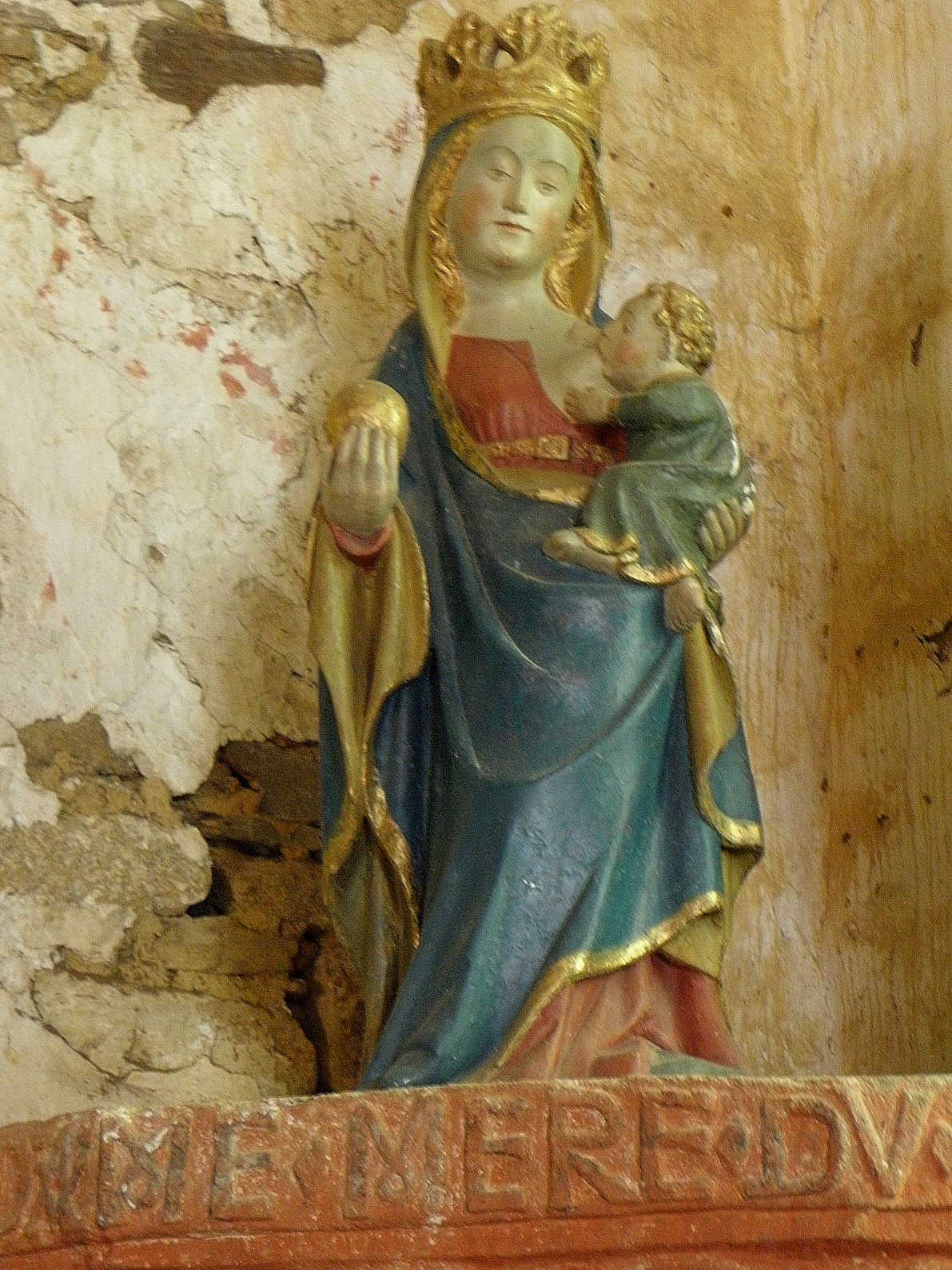
Skulptur Madonna mit Kind (16. Jahrhundert) in der Kapelle St-Venec

- Monuments historiques (Objekte) in Briec in der Base Palissy des französischen Kultusministeriums